# Sofja Gülbadamova

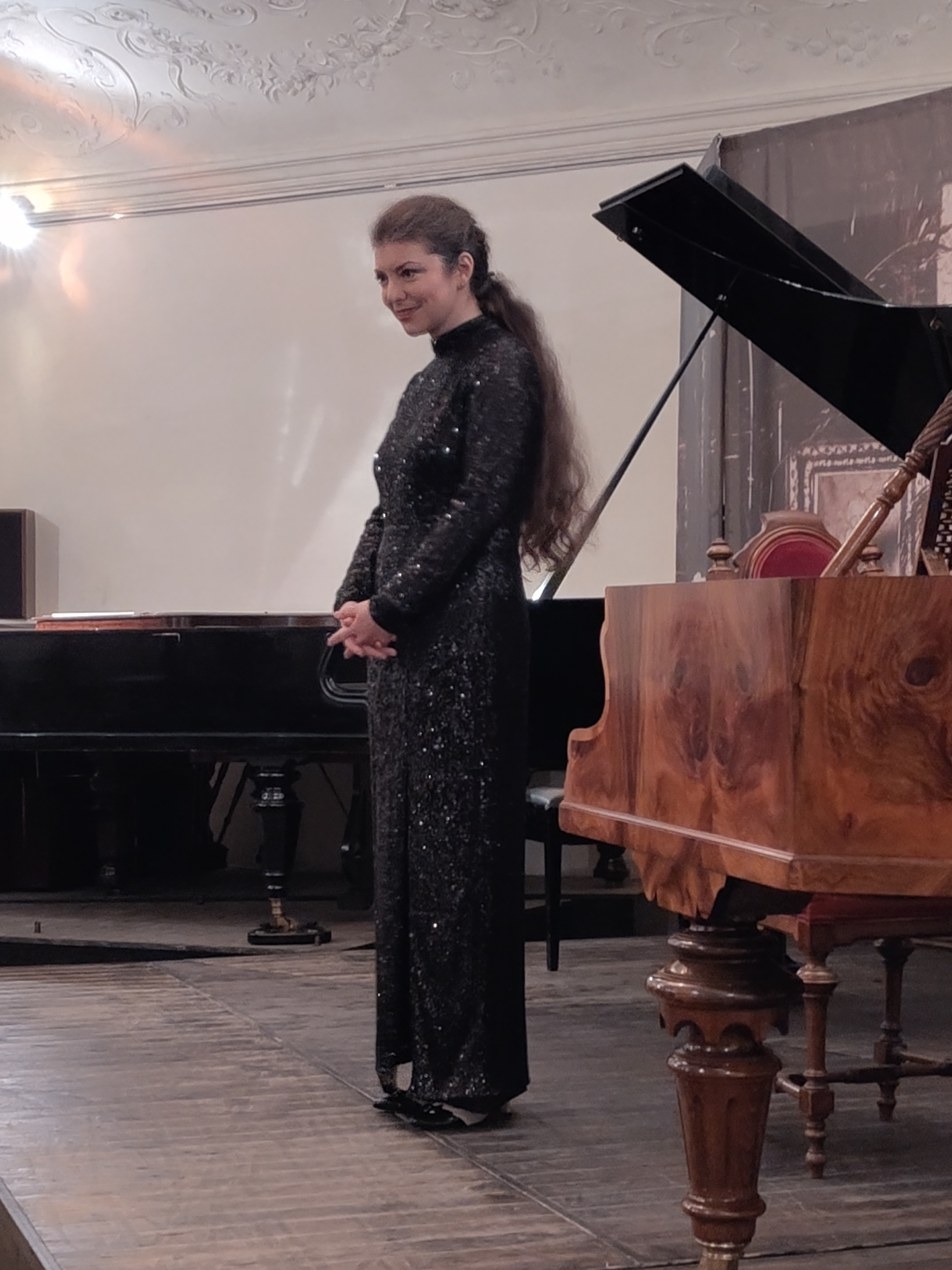
Sofja Gülbadamova bei einem Konzert in Mürzzuschlag 2025

Sofja Gülbadamova (russisch Софья Гюльбадамова, französisch: Sofja Gulbadamova; * 13. März 1981 in Moskau) ist eine russische Pianistin.

## Leben
Gülbadamova erhielt ihre musikalische Erstausbildung mit fünf Jahren zunächst am Gnessin-Spezialmusikschule Moskau in der Klasse von Michail Chochlow und dann bei James Tocco an der Musikhochschule Lübeck. Danach studierte sie in Paris bei Jacques Rouvier (Pariser Konservatorium) sowie Guigla Katsarava an der École Normale de Musique de Paris, wo sie ihr Konzertexamen abschloss. Sofja Gülbadamova gewann eine Reihe internationaler Klavierwettbewerbe, darunter 2008 den Concours international pour piano in Aix-en-Provence und den 6. internationalen Francis-Poulenc-Klavierwettbewerb in Paris. 2010 gewann sie den Grand Prix beim internationalen Rosario-Marciano-Klavierwettbewerb in Wien und den 2. Preis beim internationalen Klavierwettbewerb „André Dumortier“ in Belgien.
Seit 1992 konzertiert Gülbadamova international mit Klavierabenden, Kammermusik- und Orchesterauftritten in europäischen Ländern, in Russland, Südamerika und in den USA. Sie nahm bis Ende 2015 mehrere CDs auf, darunter Werke von Brahms, Dohnányi, Schubert sowie das 3. Klavierkonzert von Prokofiew. Sie interpretiert auch weniger bekannte Werke für Klavier, darunter Klavierkonzerte von Antonín Dvořák und Clara Schumann sowie Stücke von Ernst von Dohnányi, für dessen Werkverständnis sich die Pianistin in Interviews und durch mündliche Erläuterungen bei ihren Konzerten einsetzt.